# Fort Davis (Teksas)
Fort Davis je naseljeno mjesto za statističke potrebe u američkoj saveznoj državi Teksas. Prema popisu stanovništva iz 2010. u njemu je živjelo 1.201 stanovnika.